# Body Count
Body Count – amerykański zespół grający muzykę rapcore/rap metal.

## Skład zespołu
Aktualni członkowie
- Ice-T – rap/wokal (od 1991)
- Ernie-C – gitara (od 1991)
- Juan of the Dead - gitara rytmiczna (od 2014)
- Vincent Price – gitara basowa (od 2004)
- Ill Will – perkusja (od 2014)

Byli członkowie
- D-Roc – gitara (1991-2004) (nie żyje)
- Beatmaster V – perkusja (1991-1996) (nie żyje)
- Mooseman – gitara basowa (1991-2001) (nie żyje)
- Griz-perkusja (1997)

## Dyskografia
- Body Count (1992)
- Born Dead  (1994)
- Violent Demise: The Last Days (1997)
- Murder For Hire (Live) DVD (2004)
- Murder For Hire (2006)
- Manslaughter (2014)
- Bloodlust (2017)
- Carnivore (2020)
- Merciless (2024)